# Andrew Moran
Andrew Moran (Dublín, 5 de octubre de 2003) es un futbolista británico que juega en la demarcación de centrocampista en el Brighton & Hove Albion F. C. de la Premier League.

## Biografía
Tras formarse como futbolista en las categorías inferiores del Bray Wanderers F. C., finalmente el 16 de agosto de 2019 debutó con el primer equipo en la Primera División de Irlanda contra el Cobh Ramblers F. C. Una temporada después, en julio de 2020, se marchó traspasado al Brighton & Hove Albion F. C. Su debut se produjo el 24 de agosto de 2021 en la Copa de la Liga contra el Cardiff City F. C. El encuentro finalizó con un resultado de 0-2 a favor del conjunto brightonian tras los goles de Jakub Moder y Andi Zeqiri.
En abril de 2023 firmó un nuevo contrato de cuatro años de duración y en agosto fue cedido al Blackburn Rovers F. C. para la temporada 2023-24. La siguiente siguió jugando a préstamo, en esta ocasión en el Stoke City F. C.

## Selección nacional
El 21 de noviembre de 2023 hizo su debut con la selección de Irlanda en un amistoso ante Nueva Zelanda que finalizó en empate a uno.

## Clubes
| Club                            | País       | Año       | Partidos | Goles |
| ------------------------------- | ---------- | --------- | -------- | ----- |
| Bray Wanderers F. C.            | Irlanda    | 2019-2020 | 3        | 1     |
| Brighton & Hove Albion F. C.    | Inglaterra | 2021-2023 | 3        | 0     |
| Blackburn Rovers F. C. (cedido) | Inglaterra | 2023-2024 | 41       | 4     |
| Stoke City F. C. (cedido)       | Inglaterra | 2024-2025 | 39       | 4     |
| Brighton & Hove Albion F. C.    | Inglaterra | 2025-     |          |       |